# Victor Mees
Pour les articles homonymes, voir Mees.
Victor Mees, surnommé Vic ou Vicky, (né le 26 janvier 1927 à Anvers et mort le 11 novembre 2012), est un footballeur belge qui évoluait au poste de milieu de terrain.
Il a obtenu 68 sélections en équipe nationale belge, ce qui le place à la onzième place des joueurs belges les plus capés. Il a disputé la coupe du monde 1954.
Mees a remporté le Soulier d'or, qui récompense le joueur belge de l'année, en 1956 sous le maillot du Royal Antwerp FC.

## Palmarès
- Champion de Belgique en 1957 avec le Royal Antwerp FC
- Soulier d'or 1956.
- Vainqueur de la Coupe de Belgique en 1955 avec le Royal Antwerp FC